# Hyriodes
Hyriodes este un gen monotipic de molii din familia Noctuidae. Singura specie din cadrul genului, Hyriodes leucocraspis, se găsește exclusiv pe insulele Borneo, Sumatra, Bali (Indonezia), Palawan⁠(d) (Filipine) și peninsula Malacca (Malaysia). Specia a fost descrisă pentru prima data de entomologul englez George Hampson⁠(d) în 1910.  